# G̱
Cette page contient des caractères spéciaux ou non latins. S’ils s’affichent mal (▯, ?, etc.), consultez la page d’aide Unicode.
G̱ (minuscule : g̱), appelé G macron souscrit, est un graphème utilisé dans l’écriture du atsam, du gitksan, du haïda, du kwak'wala, du nisgha, du nobonob, du tagbanwa calamian, du tlingit (orthographe dʼAlaska), du thompson, et du tsimshian de la côte (orthographe de Colombie-Britannique), ainsi que dans la transcription des langues sémitiques.
Il s'agit de la lettre G diacritée d'un macron souscrit.  Il n’est pas à confondre avec le G trait souscrit ‹ G̲, g̲ ›.

## Utilisation
Le kwak'wala, avec l’orthographe u'mista, utilise le macron souscrit sous le G ‹ g̱ ›. Il utilise aussi le digramme ‹ g̱w ›.
En haïda écrit avec l’orthographe du programme Sealaska Heritage Haida, la majuscule g macron souscrit ‹ G̱ › et sa petite capitale ‹ ɢ̱ › sont utilisées respectivement pour la forme majuscule et la forme minuscule de la même lettre.
Il est par exemple utilisé dans la partie haïda (Tang.ɢ̱wan, « océan profond ») et la partie kwak'wala quatsino (Tsig̱is, « monstre des profondeurs ») du nom de la zone de protection marine Tang.ɢ̱wan — ḥačxwiqak — Tsig̱is,, ou dans la partie haïda (SG̲áan K̲ínghlas) du nom de la zone de protection marine Mont sous-marin SG̲áan K̲ínghlas - Bowie.
En tlingit écrit avec l’orthographe d’Alaska, le g macron souscrit est utilisé pour noter une consonne occlusive uvulaire sourde [q]. Il est aussi utilisé en Colombie-Britannique par exemple dans le toponyme tlingit de la baie Yat’aayi Héen G̱eeyí.

## Représentations informatiques
Le G macron souscrit peut être représenté avec les caractères Unicode suivants :
- décomposé (latin de base, diacritiques) :

| formes    | représentations | chaînes de caractères | points de code | descriptions                                          |
| --------- | --------------- | --------------------- | -------------- | ----------------------------------------------------- |
| majuscule | G̱               | G◌̱                    | U+0047 U+0331  | lettre majuscule latine g diacritique macron souscrit |
| minuscule | g̱               | g◌̱                    | U+0067 U+0331  | lettre minuscule latine g diacritique macron souscrit |